# Matteo Carnilivari
Matteo Carnilivari, auch Carnalivari oder Carnelivari (* Noto) war ein italienischer Architekt der Renaissance auf Sizilien.

## Leben

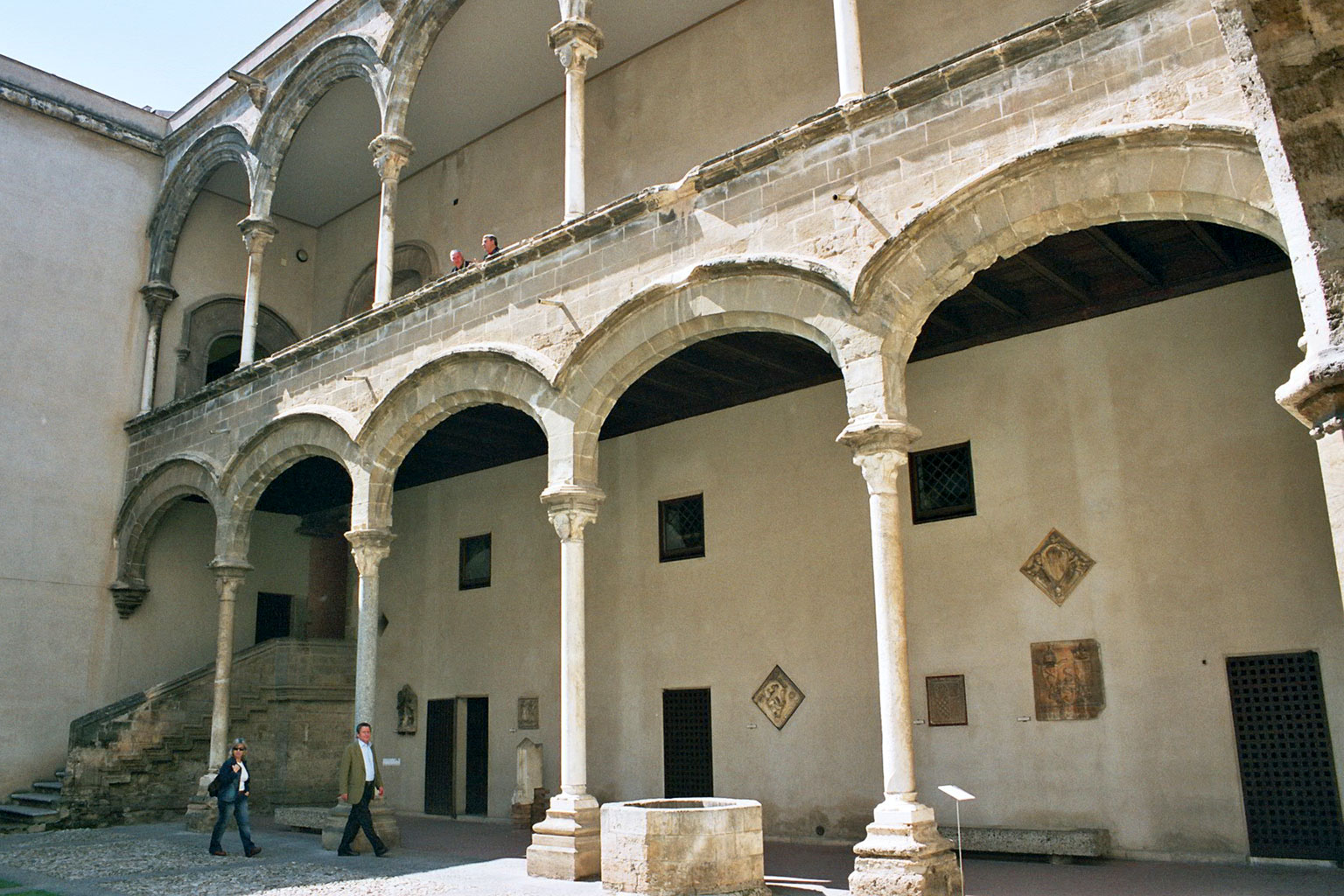
Matteo Carnalivari: Palazzo Abatellis, Patio

Carnilivari stammte aus Noto, seine Bauten sind jedoch ausschließlich in der Region Palermo zu finden. Sein Stil vereint die katalanische Gotik mit arabischen und normannischen Elementen, die er durch die Errungenschaften der Renaissance in eine eigene Richtung überführte. Er gilt als der wichtigste Baumeister im letzten Drittel des 15. Jahrhunderts in Palermo.
Von ihm stammen in Palermo der Palazzo Abatellis (1487–1493), der Palazzo Aiutamicristo (1490–1495) mit einem katalanischen Patio, (der allerdings im Laufe der Zeit stark verändert wurde) und die Kirche Santa Maria della Catena (um 1502).
In Misilmeri leitete er 1487 den Umbau des Castello dell’ Emiro zu einer bewohnbaren Burg, nachdem ihr Besitz an die Familie Aiutamicristo aus Siena übergegangen war. Des Weiteren baute er das Castello La Grua Talamanca in Carini zu einem Wohnpalast um.
Bei all seinen Bauten bevorzugte Carnilivari als Baustoff den örtlichen grauen Kalkstein, den Pietra di Billiemi.